# New Juke-Box Hits
New juke-Box Hits è il quinto album in studio del cantante rock statunitense Chuck Berry, pubblicato nel Marzo 1961 sotto l'etichetta Chess.

## Tracce
Lato A
1. I'm Talking About You
2. Diploma for Two
3. Thirteen Question Method
4. Away From You
5. Don't You Lie to Me
6. The Way It Was Before

Lato B
1. Little Star
2. Route 66
3. Sweet Sixteen
4. Runaround
5. Stop and Listen
6. Rip It Up

## Singoli
- I'm Talkin' About You
- Diploma for Two